# Dorceus trianguliceps
Dorceus trianguliceps är en spindelart som beskrevs av Simon 1910. Dorceus trianguliceps ingår i släktet Dorceus och familjen sammetsspindlar.
Artens utbredningsområde är Tunisien. Inga underarter finns listade i Catalogue of Life.